# Benjamin H. Kline
Benjamin Harrison Kline, auch geführt unter Benjamin Kline, Ben Kline und Benny Kline (* 11. Juli 1894 in Birmingham (Alabama), Vereinigte Staaten; † 7. Januar 1974 in Hollywood, Kalifornien, ebenda) war ein US-amerikanischer Kameramann mit sporadischen Ausflügen zur B-Film-Regie.

## Leben und Wirken
Kline kam 1914 zum Film und begann seine Tätigkeit bei Fox Film Corporation in New York, später wechselte er zu den Universal Studios. Ab 1920 ist Kline als Chefkameramann nachweisbar. Fast seine gesamte Karriere fotografierte Kline B-Filme, darunter eine beträchtliche Anzahl an Western. In seinen Hoch-Zeiten, den 1940er Jahren, drehte Kline bisweilen zwischen einem Dutzend und bis zu 20 Filmen pro Jahr. Ab 1950 kamen Aufträge vom Fernsehen hinzu. Dort stand Kline bei einer Fülle von Episoden zu Reihen und Serien, die auch im deutschen Vorabendprogramm liefen, hinter der Kamera, darunter zuletzt (1960er Jahre) Die Leute von der Shiloh Ranch, Pistolen und Petticoats und Polizeibericht. Mit dem Dutzendkrimi „Der Mann im schwarzen Fadenkreuz“ verabschiedete sich der 77-jährige Kline zum Jahresbeginn 1972 in den Ruhestand.
In den Jahren 1931 und 1943/44 führte Benjamin H. Kline auch Regie bei sieben zumeist unter einer Stunde langen Billigfilmen. Sein Sohn Richard H. Kline hat den Beruf des Vaters ergriffen und wurde von den 1960er bis in die 1990er Jahre hinein ein gefragter Bildgestalter von A-Filmen.

## Filmografie
als Kameramann, wenn nicht anders angegeben
- 1920: The Red Lane
- 1920: The Marriage Pit
- 1920: Honor Bound
- 1921: The Night Horsemen
- 1921: The Rough Diamond
- 1921: Höher als die Wolken (Sky High)
- 1922: Chasing the Moon
- 1922: Wolf Law
- 1923: The Untameable
- 1923: Pure Grit
- 1924: Black Gold
- 1925: The Scarlet West
- 1925: Daring Days
- 1926: The Collegians (Kurzfilm)
- 1927: Der Chinesenpapagei (The Chinese Parrot)
- 1927: Red Clay
- 1928: The Count of Ten
- 1929: Woman to Woman
- 1930: Journeys End
- 1930: Troopers Three
- 1931: Die Rancher-Fehde (The Range Fued)
- 1931: Branded
- 1931: Shotgun Pass
- 1931: The Lightning Warrior (Regie)
- 1932: Das Gesetz in der eigenen Hand (Two-Fisted Law)
- 1932: Texas Cyclone
- 1932: War Correspondent
- 1932: Speed Demon
- 1932: The Last Man
- 1933: Fog
- 1933: Police Car 13
- 1933: My Woman
- 1934: Whirlpool
- 1934: Girls in Dangers
- 1934: Prescott Kid
- 1935: Super-Speed
- 1935: White Lies
- 1936: Pride of the Marines
- 1936: Panic on the Air
- 1937: Westbound Mail
- 1937: Speed to Spare
- 1937: A Dangerous Adventure
- 1938: Women in Prison
- 1938: The Colorado Trail
- 1938: Juvenile Court
- 1939: Konga, the Wild Stallion
- 1939: Scandal Sheet
- 1939: My Son is Guilty
- 1940: Island of Doomed Men
- 1940: Babies for Sale
- 1941: Prairie Stranger
- 1941: Roaring Frontiers
- 1941: Riders of the Badlands
- 1942: Overland to Deadwood
- 1942: The Lone Prairie
- 1942: Prairie Gunsmoke
- 1943: Law of the Northwest
- 1943: Frontier Fury
- 1943: Silver City Raiders
- 1943: Cowboy in the Clouds (Regie)
- 1944: Sundown Valley (Regie)
- 1944: Riding West
- 1944: Ever Since Venus
- 1944: Tahiti Nights
- 1944: Saddle Leather Law (Regie)
- 1944: Sagebrush Heroes (Regie)
- 1945: Arson Squad
- 1945: Umleitung (Detour)
- 1945: Club Havana
- 1946: Skandal im Sportpalast (Joe Palooka, Champ)
- 1946: Die Abenteuer Don Ricardos (Don Ricardo Returns)
- 1946: Strange Journey
- 1946: Rolling Home
- 1946: Rendezvous 24
- 1946: Dangerous Millions
- 1947: Jewels of Brandenburg
- 1947: Roses are Red
- 1947: Dangerous Years
- 1948: Night Wind
- 1948: Pferdediebe am Missouri (Last of the Wild Horses)
- 1949: Adlerauge, der tapfere Sioux (Apache Chief)
- 1949: Das Erbe von Monte Christo (Treasure of Monte Cristo)
- 1949: Cowboy-Gangster (Tough Assignment)
- 1950: Operation Haylift
- 1950: Holiday Rhythm
- 1951: As You Were
- 1953: No Escape
- 1956: Außer Rand und Band (Rock Around the Clock)
- 1956: Miami Exposé
- 1956: Cha-Cha-Cha
- 1957: Angriff der Riesenkralle (The Giant Claw)
- 1957: Calypso-Fieber (Calypso Heat Wave)
- 1957: The Man Who Turned to Stone
- 1957: The Tijuana Story
- 1958: Crash Landing
- 1958: Der Teufel holt sie alle (Badman‘s Country)
- 1965: Gespensterparty (Munster, Go Home!)
- 1968: Killer auf Befehl (The Counterfeit Killer, Fernsehfilm)
- 1968: Istanbul Expreß (Istanbul Express, Fernsehfilm)
- 1968: Big John macht Dampf (Something for a Lonely Man, Fernsehfilm)
- 1969: Gefährlicher Auftrag (Backtrack!, Fernsehfilm)
- 1972: Der Mann im schwarzen Fadenkreuz (The Manhunter, Fernsehfilm)